# Пиккель, Мария Владимировна
Мария-Дагмара Владимировна Пиккель (3 апреля 1911, Гатчина, Санкт-Петербургская губерния — 14 января 2008, Архангельск) ― советский и российский врач-педиатр, доктор медицинских наук, профессор. Поэт-переводчик, почётный гражданин города Архангельска (2001).

## Биография
Родилась 3 апреля 1911 года в Гатчине, в семье врача. Её родители переехали из Германии. Рано оставшись без матери Марию воспитывал отец, который проходил службу врачом госпиталя Кирасирского гвардейского полка, а в годы русско-японской войны служил на санитарном поезде главным врачом.
Получила домашнее образование, её обучала грамоте и языкам её родная тётя. В 1928 году отца репрессировали и выслали на Соловецкие острова, в 1931 году  переехала в один из райцентров Смоленской области, где вернувшийся из ссылки отец стал руководить районной врачебной амбулаторией. С 1933 года стала работать регистратором в амбулатории, а затем работала медсестрой.
В 1936 году Пиккель приехала в город Архангельск, где проживала на тот момент семья сестры, и поступила на рабочий факультет Архангельского медицинского института, в котором завершила обучение в 1942 году. По направлению была трудоустроена в детское отделение 1-й городской больницы врачом-ординатором. Работала в клинике профессора Ю. В. Макарова, под руководством которого в 1947 году успешно защитила диссертацию на соискание степени кандидата медицинских наук, на тему «Рахит у детей-дистрофиков». После этого была переведена в Архангельский медицинский институт и стала работать ассистентом кафедры педиатрии. В своей докторской диссертации Пиккель исследовала проблемы туберкулезного менингита. Сегодня эта болезнь редкая и во многом эта заслуга научным изысканиям Марии Пиккель.
С 1965 года заведовала кафедрой Архангельского медицинского института. Она инициатор и создатель отделения нейро-, кишечных инфекций при областной детской больнице. С 1978 по 1988 годы работала в должности профессора-консультанта кафедры педиатрии. Автор 36 научных работ посвященных заболеваниям у детей в условиях Севера, изучала проблематику по профилактике рахита и туберкулезного менингита.
С 1988 года находилась на пенсии. В это время занялась переводами литературных произведений, была признана лучшим переводчиком стихов Рильке в России. Является автором 6 сборников переводов стихов.
За большой личный вклад в развитие системы детского здравоохранения в Архангельске в мае 2001 года была удостоена почётного звания «Почетный гражданин Архангельска».
Проживала в городе Архангельске. Умерла 14 января 2008 года. Похоронена на Кузнечевском (Вологодском) кладбище.

## Награды и звания
- Орден Знак Почёта
- Медаль "За доблестный труд в Великой Отечественной войне 1941-1945 гг."
- Медаль "За трудовое отличие"
- Отличник здравоохранения (СССР)
- Почётный гражданин города Архангельска (2001).